# James Noël
Pour les articles homonymes, voir Noël (homonymie).

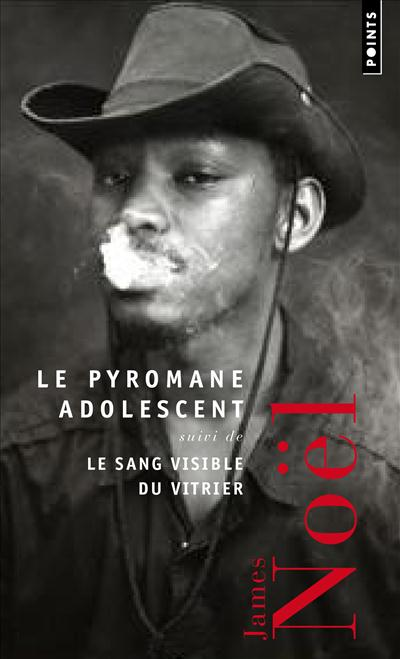
James Noël en couverture du double recueil Le pyromane adolescent suivi du sang visible du vitrier.

James Noël est un poète, un chroniqueur et un acteur né en Haïti le 17 mars 1978.

## Biographie
Sa notoriété a précédé la publication de son premier livre, grâce au poème Bon nouvèl/La Bonne nouvelle qui est un hommage aux pieds des femmes, mis en musique par le chanteur Wooly Saint-Louis Jean. Dès sa parution, le poème a fait un tabac en Haïti.  
Ancien pensionnaire de la prestigieuse Villa Médicis Académie de France à Rome, il écrit pour débarrasser son corps de tous les mots, histoire d’avancer dans le temps, plus léger que le papier[réf. souhaitée].
Il est l’auteur d’une quinzaine de livres, dont Cheval de feu (éd. Biennale internationale des poètes en Val-de-Marne) qui lui a valu d'être le dernier invité de l'émission « Ça rime à quoi » de Sophie Nauleau sur France Culture. D'autres titres : Des Poings chauffés à blanc (éd. Bruno Doucey) et Kana sutra (éd. Vents d’Ailleurs), un livre de positions. Il écrit dans deux langues, le créole pour la main gauche et le français pour la main droite. Ses textes sont mis en musique par de nombreuses voix, dont Wooly Saint-Jean, James Germain, Robenson Auguste, Tamara Suffren, mis en bouche par Pierre Brisson et par le chanteur Arthur H, dans son spectacle intitulé « L’Or noir ». Rongeur de méridiens, James parcourt la planète Terre, mais trouve dans l’écriture sa passion fixe. Il est fondateur de Passagers Des Vents, première structure de résidence artistique et littéraire en Haïti, créée dans le but d’offrir l’hospitalité aux imaginaires du monde entier. Avec Pascale Monnin (plasticienne), il est cofondateur de la revue IntranQu’îlités.
Est publiée sous sa direction une anthologie de poésie haïtienne contemporaine rassemblant 73 poètes vivants, dans la collection de poche Points, Seuil. Deux de ses titres, Le sang visible du vitrier et le pyromane adolescent sont réédités dans la même collection.
En septembre 2017, il a publié son premier roman Belle merveille aux éditions Zulma "Pap, pap, pas papillon", sont les premières scansions qui ouvrent le livre.

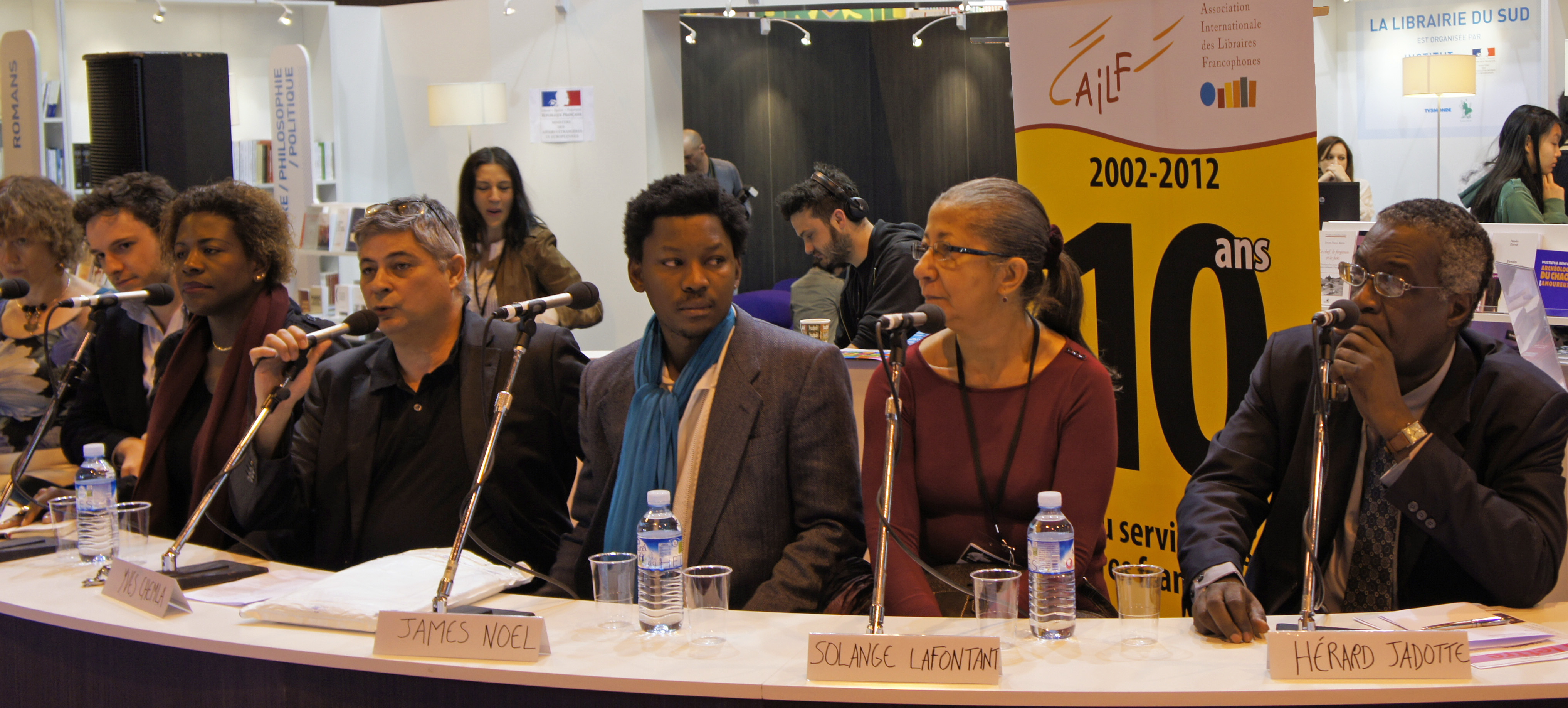

Le 21 janvier 2018 en réponse à une sortie de Donald Trump dans laquelle ce dernier avait qualifié Haïti et plusieurs pays africains de « pays de merde », il adresse une lettre au Président dans laquelle il écrit notamment «Qu’est-ce qu’un poète a à dire à un milliardaire misérable prêt à décharger son revolver sur l’arc-en-ciel qui souffrirait selon son prisme d’un problème de couleur ? Les différences semblent vous jouer bien des tours et à partir du moment où ce n’est pas blanc, ça vous paraît suspect. Vous ne reculez devant aucune généralité. La complexité du monde ne semble vous inviter à la moindre souplesse du regard. Quand on regarde votre vision, ça donne matière à penser, elle est dure, elle est d’une opacité imperméable à la lumière."
 ».
En 2020, James Noël est le lauréat du Prix International de Littérature, à Berlin 

## Distinctions
- Médaille du Sénat français (Quinzaine de l'Amérique latine)[16]
- Prix Caraïbes de L'Adelf pour Belle merveille[17]
- Chevalier des Arts et des Lettres, mars 2017[18]
- Lauréat du Prix Grahn 2014
- Lauréat de l'Académie de France à Rome, Villa Médicis 2012-2013 [19]
- Lauréat de la bourse du Centre national du livre
- Lauréat de la bourse du Conseil régional d'Île-de-France[20]
- Prix Fètkann, Mémoire du Sud, Mémoire de l'Humanité, remis au Café de Flore, 2008
- Mention spéciale du jury, Prix de Poésie des Écrivains Français d'Amérique[21]
- Belle merveille, Livre à l'honneur à la 5e Edition de Marathon du Livre[22]

## Œuvres

### En français
- Poèmes à double tranchant, éditions Farandole 2005, préfacé par Frankétienne / Le chasseur abstrait, 2009
- Le Sang visible du vitrier éditions Vents d'ailleurs 2009
- Rectoverso en collaboration avec Dominique Maurizi, éditions Albertine[23]
- Des Poings chauffés à blanc, éditions Bruno Doucey[24]
- Kana Sutra, éditions Vents d'Ailleurs, 2011[25], avec la préface d'Ananda Devi[26]
- La Migration des murs, en collaboration avec Fanette Mellier, Villa Médicis, septembre 2012[27]
- Le Pyromane adolescent, éditions Mémoire d'encrier, janvier 2013 [28]
- Empreintes, en collaboration avec  Fanette Mellier et Émilie Lamy (photos), Imprimerie nationale, 2014[29]
- Cheval de feu, Montreuil, Le Temps des cerises, 2014, 253 p.
- Belle merveille[30], éditions Zulma, août 2017, 160 p.

### En créole
- Kabòn 47, éditions L'action sociale, Port-au-Prince, Haïti, 2009.
- Bon Nouvel, éditions L'action sociale, Port-au-Prince, Haïti, 2009.
- Maji Gri Dji, Legs Édition, Port-au-Prince, Haïti, 2017.

### Album jeunesse
- La fleur de Guernica (première fiction sur le séisme du 12 janvier en Haïti), illustré par Pascale Monnin, éditions Vents d'Ailleurs.

## Publications collectives
- « Temps mort » / « Tiempo muerto » et « La foudre » / « El relámpago ». Poèmes en français avec des traductions en espagnol d'Aurelia Martinez. Revista Casa de las Americas 233 (2004).
- « Priye pou nou » et « Lonn kwa », Symbiose poétique, dirigé par Renel Fièvre (collectif Rankont, juin 2002), 35-49.
- « Non-Lieu ». 24 poèmes pour les Gonaïves (collectif). Port-au-Prince, Presses Nationales d'Haïti, 2004: 52.
- « Non-lieu (poème pour les Gonaïves) », « Temps mort », « Poème de la main gauche » et « Seul le baiser pour muselière ». Notre Librairie, 158 (avril-juin 2005).
- « Haute Tension ». Prosopopées urbaines, Anthologie poétique d'inédits. Suzanne Dracius, éd. Fort-de-France: Desnel, 2006, 149-153.
- « Fleur de sang ». Point Barre (Rose Hill, Maurice) 3 (2007): 9.
- « Dés/ordres à mille temps ». Une journée haïtienne, textes réunis par Thomas C. Spear. Montréal: Mémoire d'encrier / Paris, Présence africaine, 2007, 121-125.
- « Le nom qui m'appelle ». L'année poétique 2008, présentée par Patrice Delbourg, Jean-Luc Maxence et Florence Trocmé. Paris, Seghers, 2008.
- « Dernière phase » et « La poésie, ma soucoupe volante ». Poésies de langue française, anthologie présentée par Stéphane Bataillon, Sylvestre Clancier et Bruno Doucey. Paris: Seghers, 20
- Nous, La multitude, Le Temps des cerises, 2011[31].
- « Le monologue du voisin » dans Bonjour Voisine, Mémoire d'encrier, 2013
- Anthologie de poésie haïtienne[32], avec Anthony Phelps, René Depestre, Frankétienne, Georges Castera, Claude Pierre, Gérald Bloncourt, Josaphat-Robert Large, Gary Klang, Évelyne Trouillot, Lyonel Trouillot, Michèle Marcelin, Christopher Charles. Editions Points, novembre 2015, 576 p.